# Green Templeton College
Green Templeton College is een van de 39 colleges die samen de Universiteit van Oxford in het Verenigd Koninkrijk vormen. Het is het meest recente college van de universiteit en werd opgericht bij Koninklijk Charter op 1 oktober 2008 uit de fusie van Green College en Templeton College. In 2014 waren slechts 94 van de 541 studenten undergraduates.
De huidige Principal is professor Sir Michael Dixon. Beroemde professoren van het college zijn onder anderen John Lennox, wereldautoriteit op het gebied van de relatie tussen geloof en wetenschap.
Het college is genoemd naar Dr Cecil Howard Green en Sir John Templeton. Het zustercollege is St Edmund's College, universiteit van Cambridge.
Het college bevindt zich op de vroegere locaties van het Green College in het noordelijk gedeelte van Oxford langs de Woodstock Road, naast Somerville College. Het stond vroeger naast het Radcliffe-ziekenhuis waar de penicilline werd ontdekt. Het college betrekt het 18e-eeuwse Radcliffe Observatory. Dit observatorium is geïnspireerd op de 'Toren van de winden' uit Athene. Het huist ook de Radcliffe Meteorological Station, sporadisch in gebruik sinds 1767 (officieel gesticht in 1772) en ononderbroken in werking sinds 1815, waarmee dit het langst functionerende weerstation is van het Verenigd Koninkrijk.

## Foto's

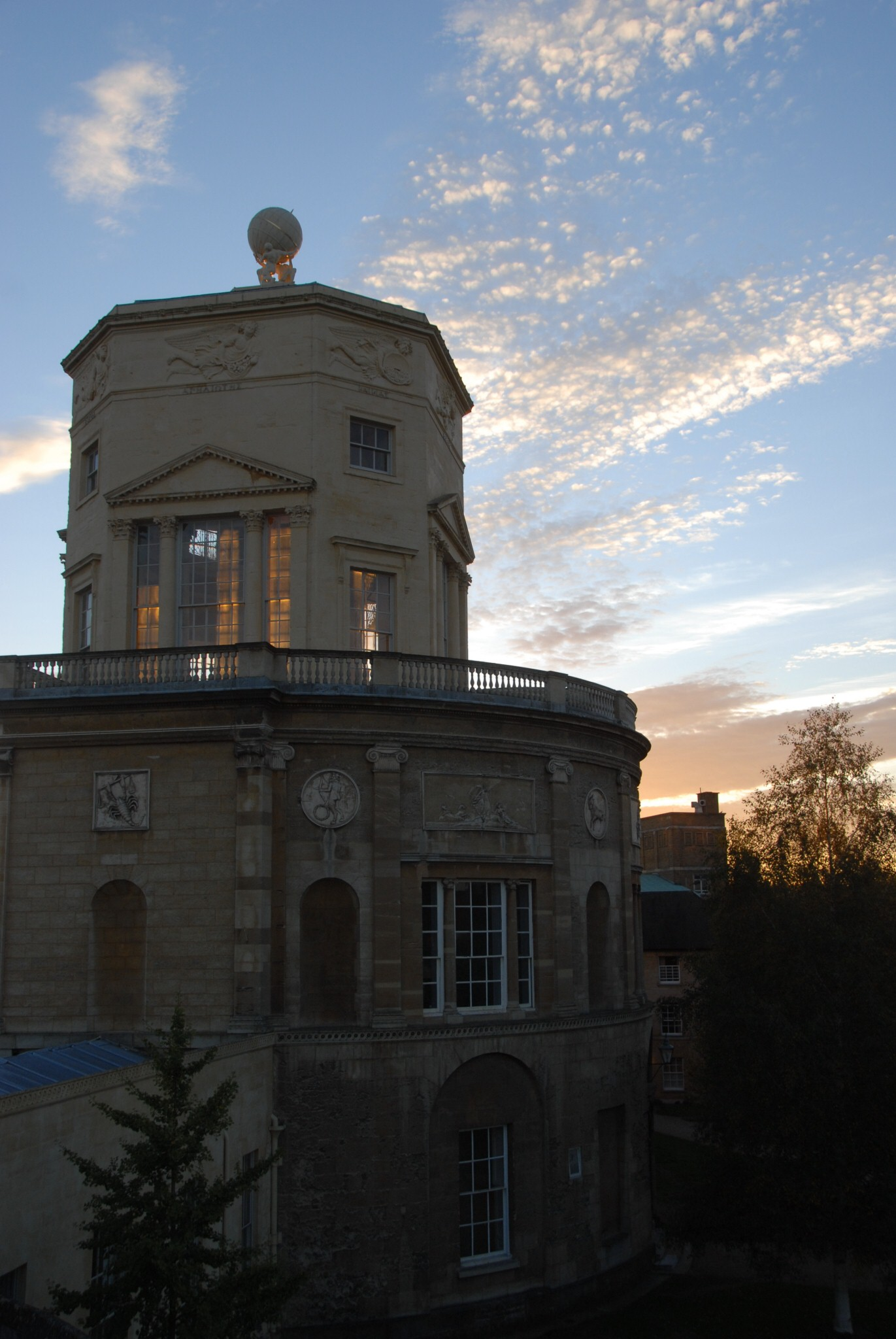
De Radcliffe Observatorium, Green Templeton College, Oxford.
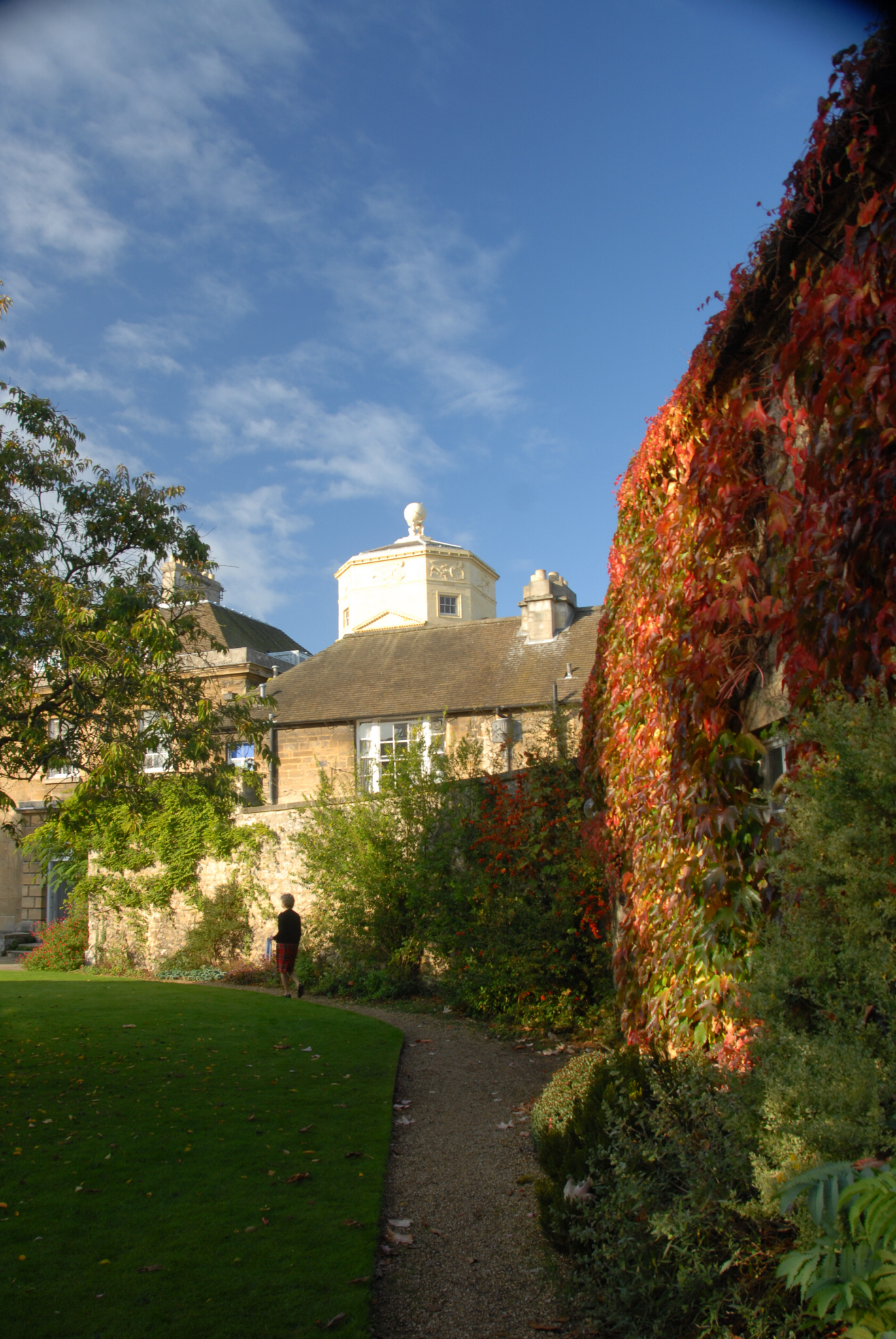
Observatorium Huis, Green Templeton College, Oxford.
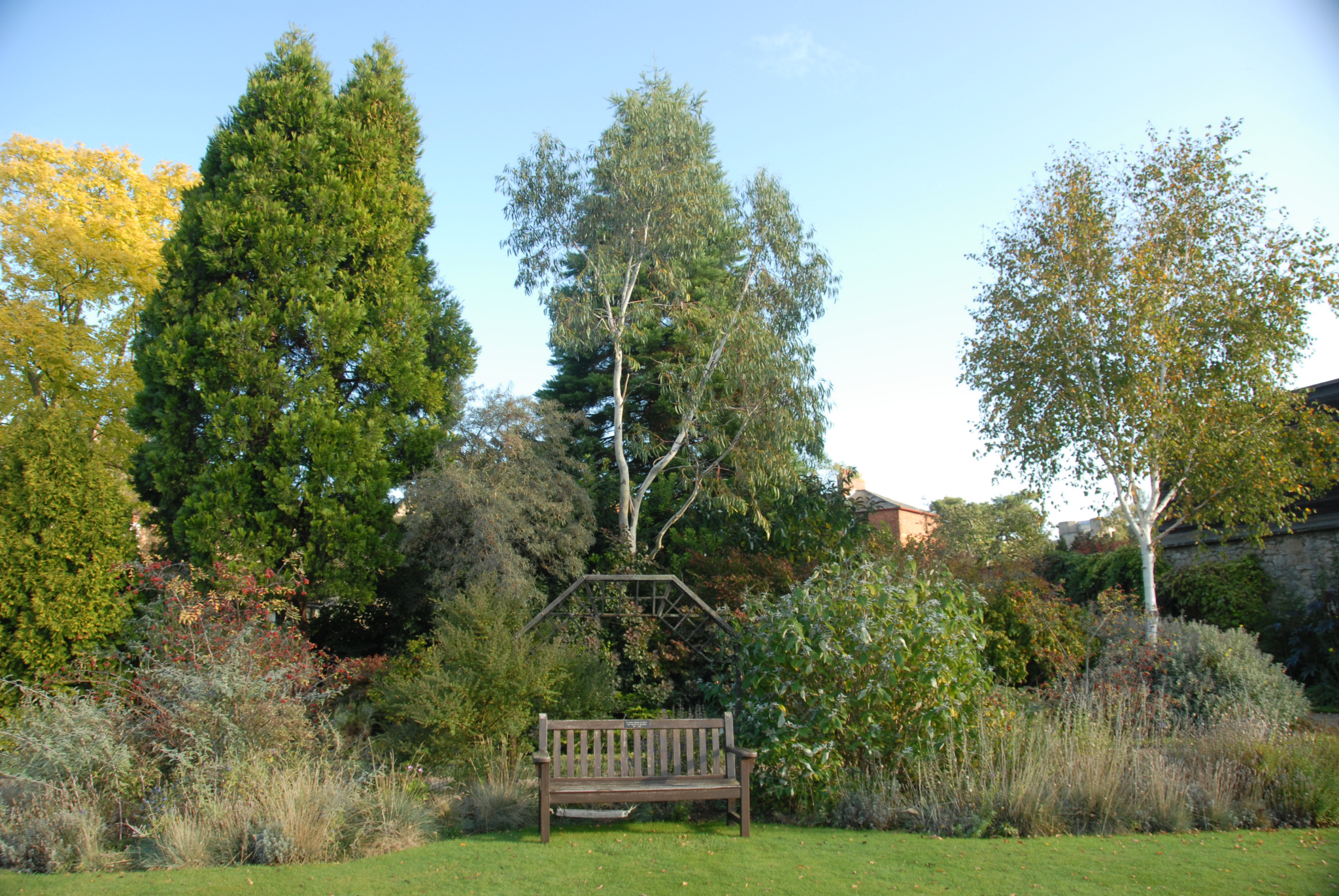
Zicht op de tuinen, Green Templeton College, Oxford.
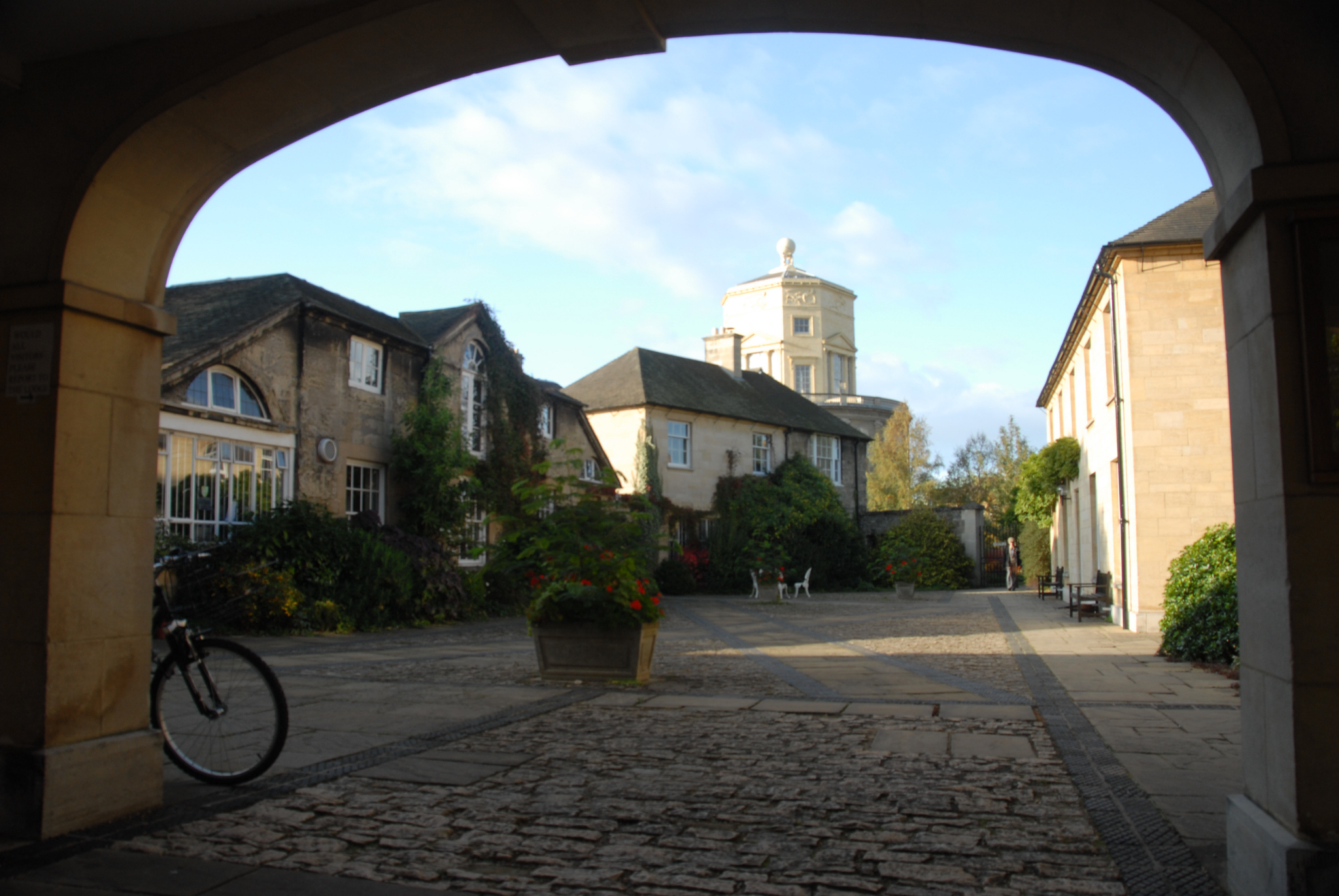
Lankester Quad, Green Templeton College, Oxford.
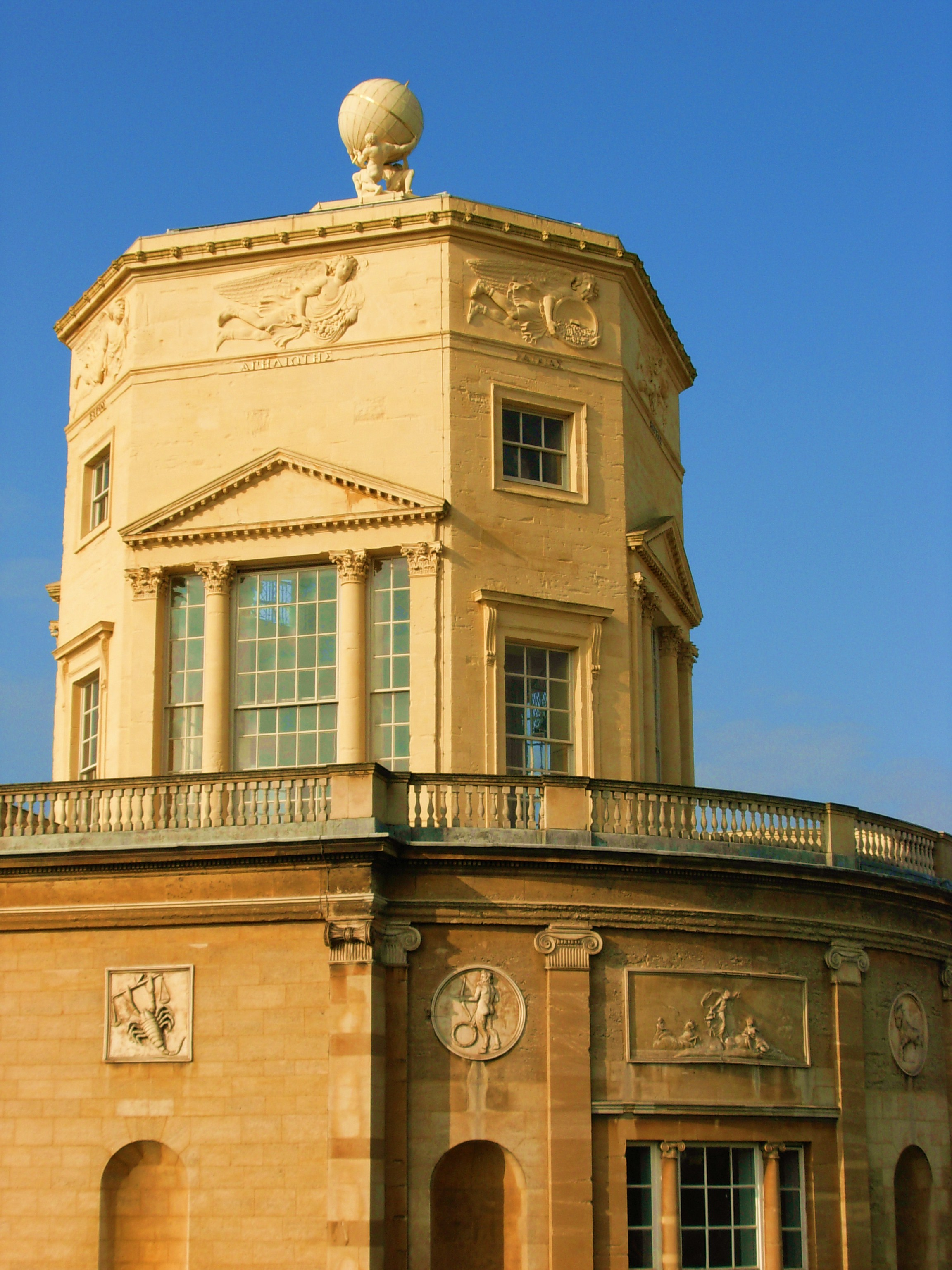
Het Radcliffe Observatorium, Toren van de Winden, Green Templeton College, Oxford.